# Schwarzes Grab

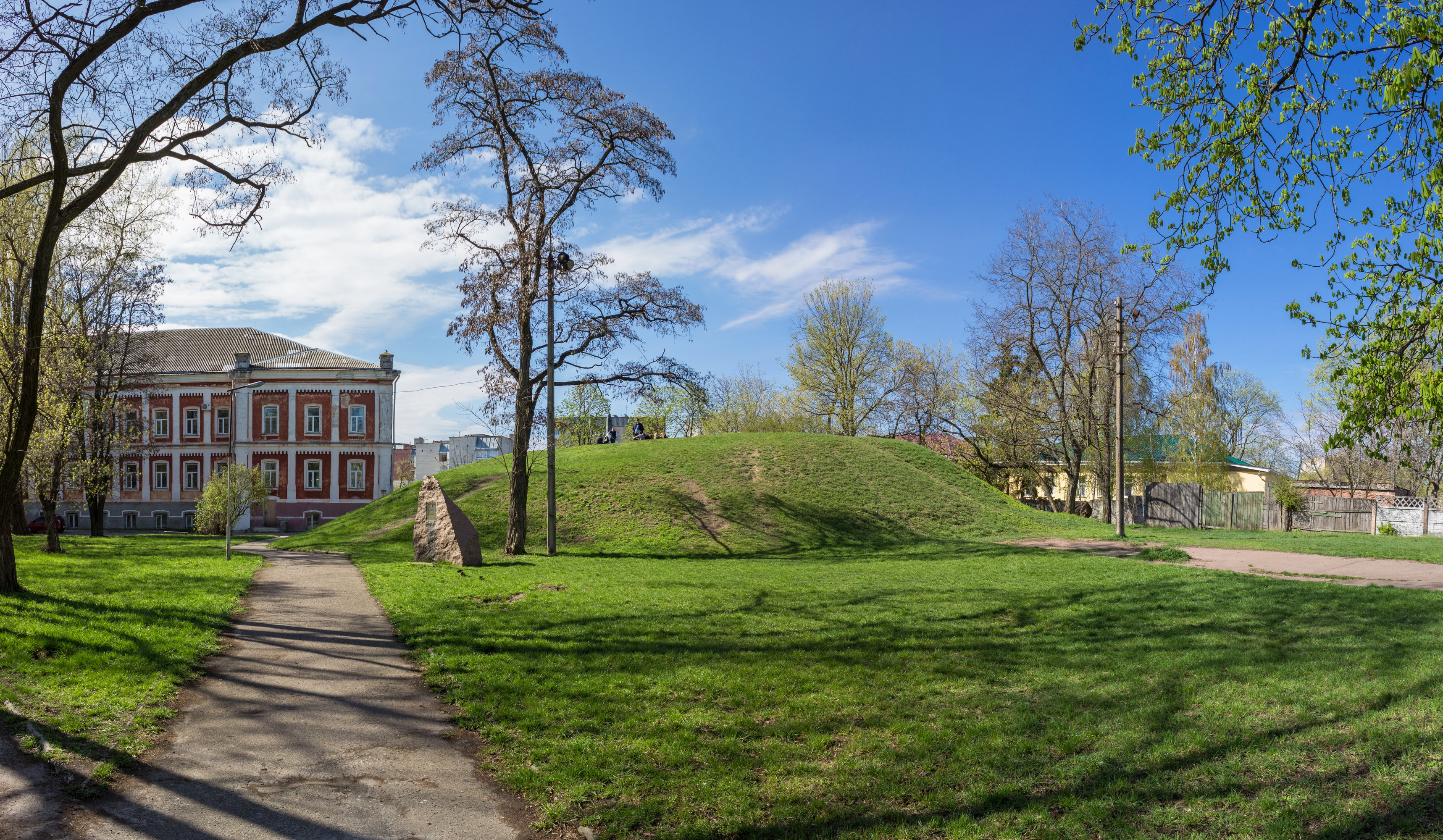
Der Hügel des Schwarzen Grabs

Das Schwarze Grab (ukrainisch Чорна могила/ Chorna mohyla) ist ein gut erhaltener Grabhügel der Kiewer Rus in Tschernihiw im Norden der Ukraine. Er wurde 1872 entdeckt und zuerst von Dmitri Jakowlewitsch Samokwassow untersucht. Ähnliche Grabhügel sind auf dem Territorium der Rus sehr verbreitet. Einige Gräberfelder zählen mehr als 1000 Grabhügel.
Der etwa 11 Meter hohe Hügel hat 40 Meter Durchmesser und war von einem bis zu sieben Meter breiten Graben umgeben. Im Inneren wurden die Brandbestattungen zweier Männer und einer Frau gefunden. Zu den Beigaben gehören zwei Schwerter, ein Speer, ein Sattel mit Steigbügeln, Fragmente eines Kettenhemdes, ein Helm, Pfeilspitzen und ein Schild mit Messingbeschlägen. Neben den Waffen wurde ein eisernes Gefäß mit einem Schafsknochen und bronzenes Kohlenbecken gefunden. Zu den Füßen der Verstorbenen wurden zwei gesattelte Pferde niedergelegt. Zu den der Frauen zuzuordnenden Dingen gehören zehn Sicheln. Die Reste von geschmolzenem Schmuck, bronzenen Gefäßen, Würfeln, Schlüsseln, Schlössern, Äxten und Meißeln lagen neben Gold- und Silberbarren im Leichenbrand. Unter den Bestattungen wurde eine Bronzestatuette gefunden. Die Figur hat besondere Aufmerksamkeit erregt, weil es unter den, auf dem Territorium von Rus des 9. – 11. Jahrhunderts gefundenen Gegenständen nichts Gleichartiges gibt. Ähnlich sind indes skandinavische Darstellungen des Gottes Thor aus den 10.–11. Jahrhundert. Im Grabhügel fanden sich drei byzantinische Münzen, die zwischen 945 und 959 n. Chr. von Konstantin VII. genannt Porphyrogenitus (905–959) geprägt worden waren. Durch die Münzen wird der Hügel in die Ära des Rus Fürsten Swjatoslaw I. (942–972) datiert, auf nach 960 n. Chr.
Lokale Sagen berichten, dass im Grabhügel der lokale Fürst und Gründer der Stadt begraben ist. Tschernigow ist eine der ältesten Städte der Kiewer Rus. Im 9. Jahrhundert wurde sie Hauptstadt des ostslawischen Stammes der Sewerjanen. Erstmals erwähnt wird die Stadt, die vom 11. bis zum 13. Jahrhundert Hauptstadt des Fürstentums Tschernigow war, im Jahre 907 n. Chr. 

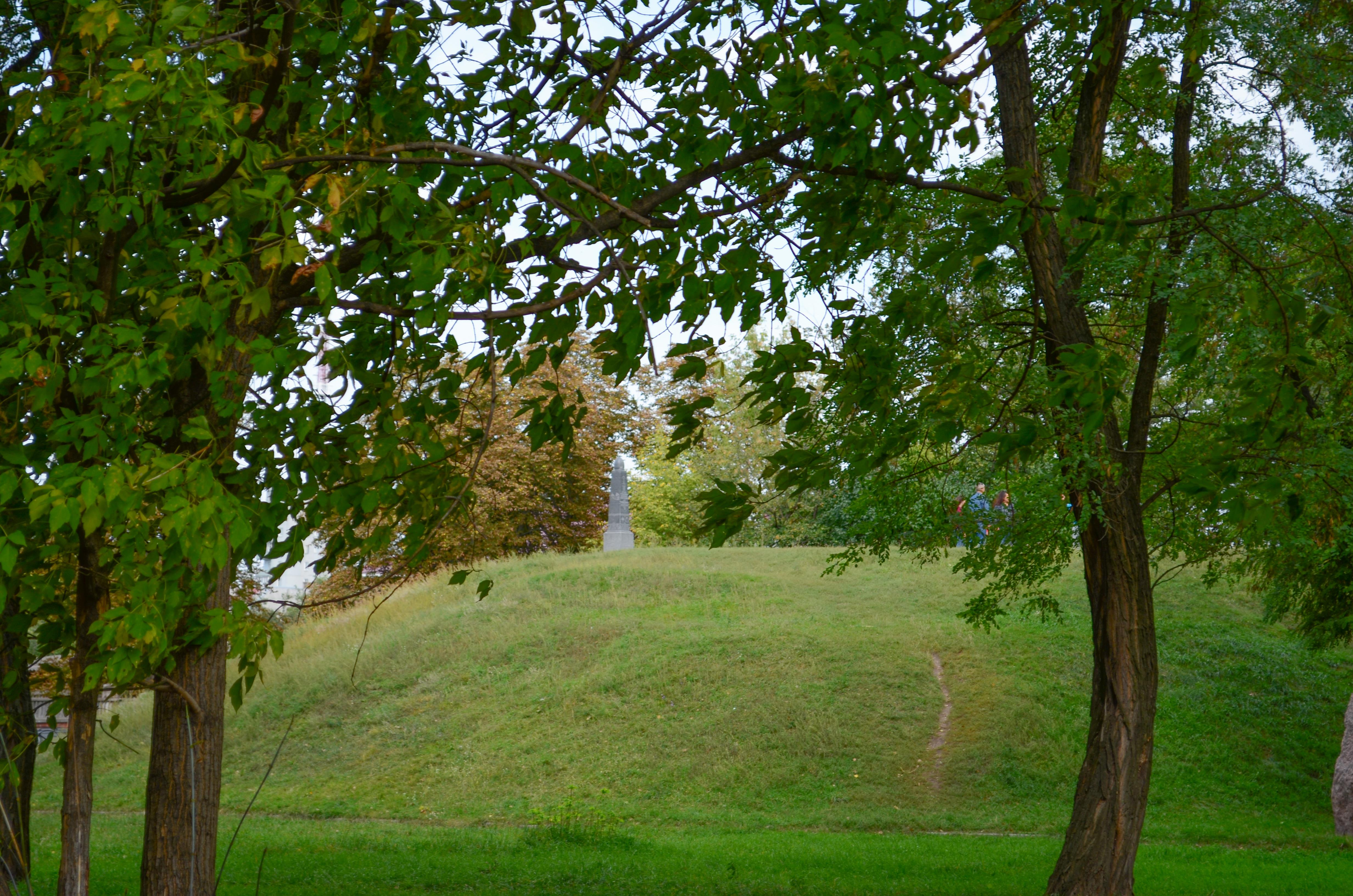
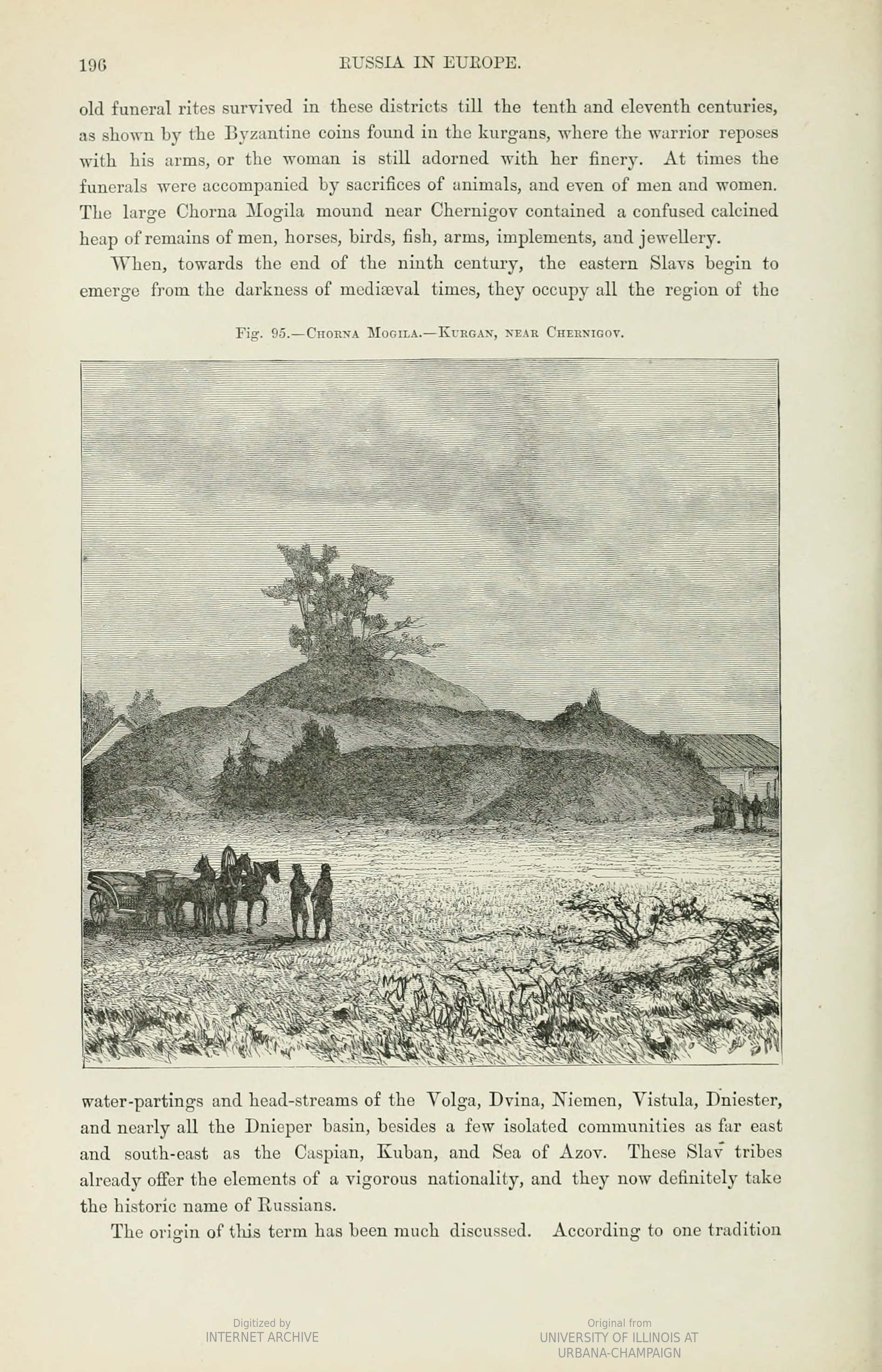
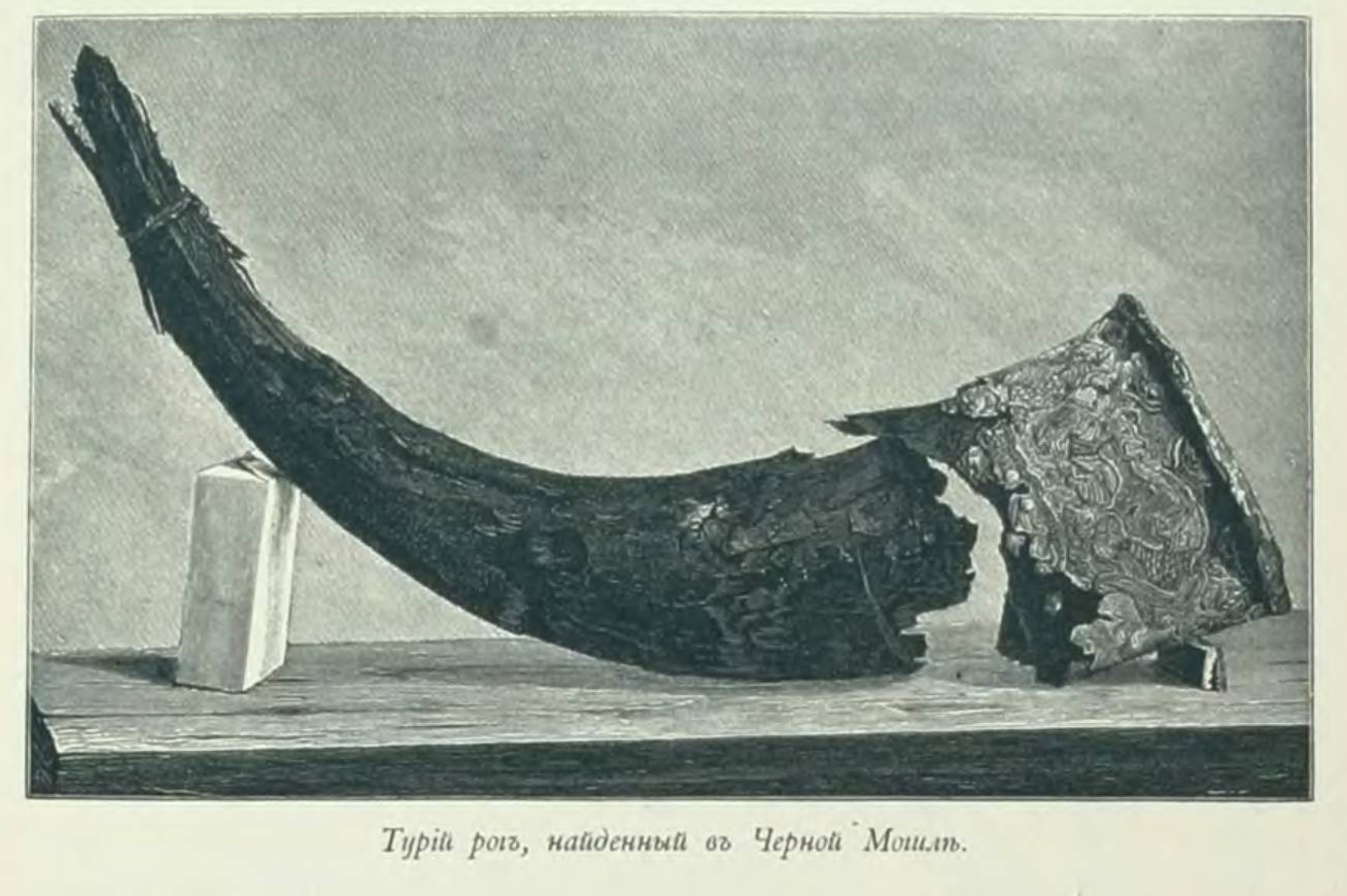

## Archäologische Bedeutung und Funde
Das Schwarze Grab (ukrainisch Чорна могила) in Tschernihiw gilt als einer der bemerkenswertesten erhaltenen Grabhügel der Kiewer Rus. Der rund 11 Meter hohe Hügel mit einem Durchmesser von etwa 40 Metern wurde 1872 archäologisch untersucht. Im Innern fanden sich Brandbestattungen mit reichen Beigaben: Waffen, Schmuck, Reitzubehör, Werkzeuge sowie mehrere byzantinische Münzen aus der Mitte des 10. Jahrhunderts, die auf eine Bestattung um 960–970 n. Chr. hinweisen. Besonders auffällig ist eine bronzene Figurenstatuette, die Parallelen zu skandinavischen Thor-Darstellungen des 10.–11. Jahrhunderts aufweist und auf enge Kontakte zwischen der Rus, Skandinavien und Byzanz schließen lässt.
Funde wie Waffen, Pferdeskelette und byzantinische Silbermünzen belegen die herausgehobene soziale Stellung der Bestatteten. Nach lokalen Überlieferungen könnte es sich um das Grab eines bedeutenden Kiewer Fürsten oder eines frühen Stadtgründers handeln. Das Grab ist heute ein zentrales Zeugnis der vorchristlichen Kultur und internationalen Beziehungen im mittelalterlichen Osteuropa.